# Спаське (Шатровський район)
Спа́ське (рос. Спасское) — присілок у складі Шатровського району Курганської області, Росія. Входить до складу Самохваловської сільської ради.
Населення — 24 особи (2010, 58 у 2002).
Національний склад станом на 2002 рік: росіяни — 71 %, казахи — 27 %.